# Öwezgeldi Ataýew
Öwezgeldi Ataýew (Aşgabat, 1951) è un politico turkmeno.
Ex presidente del Consiglio Supremo del Turkmenistan, nominato Presidente ad interim del Turkmenistan immediatamente dopo la morte del Presidente Saparmurat Niyazov, tuttavia è stato destituito poche ore dopo dal Consiglio per la Sicurezza del Popolo del Turkmeno con l'accusa di abuso e violazione dei diritti umani in tema di alimentazione. In seguito a queste accuse, uno dei viceprimi ministri - nonché ministro della salute - Gurbanguly Berdimuhamedow è stato nominato nuovo presidente ad interim.